# Не вимикай світло (фільм, 2012)
«Не вимикай світло» (англ. Keep the Lights On) —  американський фільм-драма, прем'єра якого відбулася на кінофестивалі Санденс 2012 року.

## Сюжет
1997 рік, Нью-Йорк. У нескінченному потоці подій великого міста режисер-документаліст Ерік Ротман знайомиться з Полом Люсі, привабливим молодиком, правником у видавничій сфері, який веде закритий спосіб життя відносно своєї гомосексуальності. І те, що почалося як зустріч на високому градусі взаємної симпатії, зовсім скоро для обох стає чимось більшим, пов'язуючи їх новими, що стрімко розвиваються відносинами. У той час як вони починають спільно облаштовувати свій побут і життя, кожен продовжує внутрішню боротьбу зі своїми прихованими бажаннями і залежностями. Розповідаючи про дружбу, близькість, секс, але насамперед про любов, ця історія показує справжню природу відносин у наш час.

## Ролі
| Актор               | Роль        |
| ------------------- | ----------- |
| Туре Ліндхардт      | Ерік Ротман |
| Закарі Бут          | Пол Люсі    |
| Сулейман Сай Саване | Алассан     |
| Джуліанн Ніколсон   | Клер        |

## Нагороди
Фільм отримав в 2012 році Тедді премію у категорії «Найкращий художній фільм».
Туре Ліндхардт був номінований на премію Gotham Award «Найкращий Прорив» за чоловічу роль. 
Фільм також був номінований на чотири нагороди кінопремії Незалежний дух: Найкраща особливість, найкращий режисер, найкращий актор і найкращий оригінальний сценарій